# Pola Lifszyc
Pola Lifszyc (ur. 19??, zm. 1942?) – polska Żydówka, postać rzeczywista wzmiankowana w książce Hanny Krall Zdążyć przed Panem Bogiem. Marek Edelman porównuje jej śmierć ze śmiercią Janusza Korczaka, dzięki czemu stała się jednym z symboli dramatu mieszkańców warszawskiego getta.

## Życiorys
W getcie warszawskim prowadziła teatrzyk SKIF-u (młodzieżowej organizacji żydowskiej partii robotniczej Bund) przy ulicy Krochmalnej, gdzie dwa razy w tygodniu organizowała przedstawienia dla najuboższych dzieci. Mimo tego iż została wyciągnięta z transportu na rampę kolejową warszawskiego getta nazajutrz jak mówi Marek Edelman:
„Pola wpadła do domu, zobaczyła, że nie ma matki – matkę pędzili już na Umschlagplatz w  kolumnie, to Pola pobiegła za tą kolumną sama, goniła tłum od Leszna do Stawek – narzeczony podwiózł ją jeszcze rykszą, żeby mogła ich dopędzić – zdążyła. W ostatniej chwili wmieszała się w tłum, żeby jeszcze móc wejść z matką do wagonu…, a Pola Lifszyc – która poszła ze swoją matką? Kto wie o Poli Lifszyc? A przecież to ona, Pola, mogła przejść na aryjską stronę, bo była młoda, ładna, niepodobna do Żydówki i miała sto razy większe szanse”.